# Моше Шарет
Моше́ Шаре́т  (івр. משה שרת, уродж. Моше (Мойсей) Черток (Шерток); 16 жовтня 1894, Херсон, Російська імперія — 7 липня 1965, Єрусалим, Ізраїль) — ізраїльський державний діяч, прем'єр-міністр Ізраїлю (1954-1955), депутат Кнесету (1949-1965).

## Життєпис
Навчався в Університеті Константинополя, Лондонській економічній школі.
Моше Шерток 1908 року емігрував до Палестини, що в той час була частиною Османської імперії.
Його цікавило питання організації шкільної єврейської освіти, над вирішенням якого він і працював на своїй історичній батьківщині. Його навчання в Стамбульському університеті (факультет юриспруденції) було перервано у зв'язку з початком І Світової війни: Моше Шарет служив лейтенантом (перекладачем) в османській армії (Македонія, Сирія).
Після війни працював та займався політичною діяльністю, будучи активістом робітничих партій Ізраїлю.
У 1922—1924 роках навчався в Лондонській школі економіки, після її закінчення був на дипломатичній роботі (1933—1948).
Під час II Світової війни служив у Британській армії (ізраїльській бригаді).
Активний учасник дискусії 1947 року, яку вела ООН щодо надання Ізраїлю незалежності. Він — один із тих, хто підписував історичний документ про утворення сучасної єврейської держави. 1949 р. — перший в історії Ізраїлю міністр закордонних справ.
Після відставки з поста глави уряду, М. Шаретт представляв Партію праці Ізраїлю в Соціалістичному Інтернаціоналі. 1960 — був у керівництві Світового сіоністського Конгресу.